# Xavier Legette
Anthony Xavier Legette (* 29. Januar 2001 in Mullins, South Carolina) ist ein US-amerikanischer American-Football-Spieler auf der Position des Wide Receivers. Er wurde in der ersten Runde des NFL Draft 2024 von den Carolina Panthers ausgewählt.

## Frühe Jahre
Legette ging in seiner Geburtsstadt, Mullins, auf die Highschool. Für das Highschool-Football-Team spielte er als Wide Receiver und Quarterback. Später besuchte er die University of South Carolina, wo er für das Collegefootballteam in den ersten vier Jahren 42 Passfänge für 423 Yards und fünf Touchdowns erzielte. In seinem fünften Jahr erzielte er 51 Passfänge für 1255 Yards und sieben Touchdowns.

## NFL
Legette wurde im NFL Draft 2024 in der ersten Runde an 32. Stelle von den Carolina Panthers ausgewählt.